# La Concorde
La Concorde é o hino nacional do Gabão. Escrito e composto por Georges Aleka Damas, ele foi adotado após a independência em 1960.

## Letra oficial (em francês)
REFRÃO:
Uni dans la Concorde et la fraternité
Éveille-toi Gabon, une aurore se lève,
Encourage l'ardeur qui vibre et nous soulève!
C'est enfin notre essor vers la félicité.
C'est enfin notre essor vers la félicité.
Éblouissant et fier, le jour sublime monte
Pourchassant à jamais l'injustice et la honte.
Qu'il monte, monte encore et calme nos alarmes,
Qu'il prône la vertu et repousse les armes.
REFRÃO
Oui que le temps heureux rêvé par nos ancêtres
Arrive enfin chez nous, réjouisse les êtres,
Et chasse les sorciers, ces perfides trompeurs.
Qui semaient le poison et répandaient la peur.
REFRÃO
Afin qu'aux yeux du monde et des nations amies
Le Gabon immortel reste digne d'envie,
Oublions nos querelles, ensemble bâtissons
L'édifice nouveau auquel tous nous rêvons.
REFRÃO
Des bords de l'Océan au cœur de la forêt,
Demeurons vigilants, sans faiblesse et sans haine!
Autour de ce drapeau, qui vers l'honneur nous mène,
Saluons la Patrie et chantons sans arrêt!